# Катар на Светском првенству у атлетици у дворани 2014.
Катар је учествовао на Светском првенству у атлетици у дворани 2014. одржаном у Сопоту од 7. до 9. марта. У свом десетом учешћу на Светским првенствима у дворани до данас, репрезентацију Катара представљала су четири атлетичара који су се такмичили у три дисциплине.,
На овом првенству такмичари Катара освојили су две медаље, и поставили по један континентални, национални и лични рекорд. По броју освојених медаља Катар је делио 11. место са освојеном једном златном и једном бронзаном медаљом. У табели успешности према броју и пласману такмичара који су учествовали у финалним такмичењима (првих 8 такмичара) Катар је са два учесника у финалу делио 19. место са 14 бодова.
| Плас. | Земља | 1. место | 2. место | 3. место | 4. место | 5. место | 6. место | 7. место | 8. место | Бр. финал. | Бод. |
| ----- | ----- | -------- | -------- | -------- | -------- | -------- | -------- | -------- | -------- | ---------- | ---- |
| =14.  | Катар | 1        | 0        | 1        | 0        | 0        | 0        | 0        | 0        | 2          | 14   |

## Учесници
Мушкарци:
- Феми Огуноде — 60 м
- Самјуел Франсис — 60 м
- Мусаеб Абдулрахман Бала — 800 м
- Мутаз Еса Баршим — Скок увис

## Освајачи медаља (2)

### Злато (1)
- Мутаз Еса Баршим — Скок увис

### Бронза (1)
- Феми Огуноде — 60 м

## Резултати

### Мушкарци
| Атлетичар               | Дисциплина | Лични рекорд | Квалификације | Квалификације | Полуфинале           | Полуфинале           | Финале               | Финале               | Детаљи |
| Атлетичар               | Дисциплина | Лични рекорд | Резултат      | Место         | Резултат             | Место                | Резултат             | Место                | Детаљи |
| ----------------------- | ---------- | ------------ | ------------- | ------------- | -------------------- | -------------------- | -------------------- | -------------------- | ------ |
| Феми Огуноде            | 60 м       | 6,51         | 6,63          | 3. у гр. 5 КВ | 6,55                 | 1. у пф. 2 КВ        | 6,52                 |                      |        |
| Самјуел Франсис         | 60 м       | 6,54         | 6,69          | 5. у гр 4     | Није се квалификовао | Није се квалификовао | Није се квалификовао | =22 / 43 (44)        |        |
| Мусаеб Абдулрахман Бала | 800 м      | 1:46,82 НР   | ДИСК.         | чл. 163.3     |                      |                      | Није се квалификовао | Није се квалификовао |        |
| Мутаз Еса Баршим        | Скок увис  | 2,37 НР      | 2,28          | 4. кв         | 2,38 АЗР, НР         |                      |                      |                      |        |